# Lepilaena
Lepilaena es un género de plantas fanerógamas perteneciente a la famalia Potamogetonaceae. Comprende 8 especies, originarias de la costa o las aguas interiores de las zonas templadas de Australia, Tasmania, y Nueva Zelanda.

## Descripción
La interpretación de la evidencia molecular de este género, que está poco estudiado, sugiere una estrecha afinidad con el género Zannichellia, otro género de plantas acuáticas. Dos especies se destacan por su presencia en los alrededores marinos, L. cylindrocarpa y L. marina, que se encuentra en los estuarios y zonas intermareales. L. cylindrocarpa también se encuentra en una variedad de aguas salobres interiores del territorio continental de Australia. Otras especies pueden ser encontradas en hábitats de agua dulce a salada, quietas o que se mueven lentamente, costeras o interiores.

## Especies seleccionadas
- Lepilaena australis (type species, aquatic)
- Lepilaena bilocularis (aquatic)
- Lepilaena cylindrocarpa (brackish water,[5] marine[4])
- Lepilaena marina (marine[4])
- Lepilaena patentifolia (aquatic)
- Lepilaena preissii (aquatic)